# اچ‌ام‌اس پرشین (۱۸۰۹)

{{Infobox ship characteristics

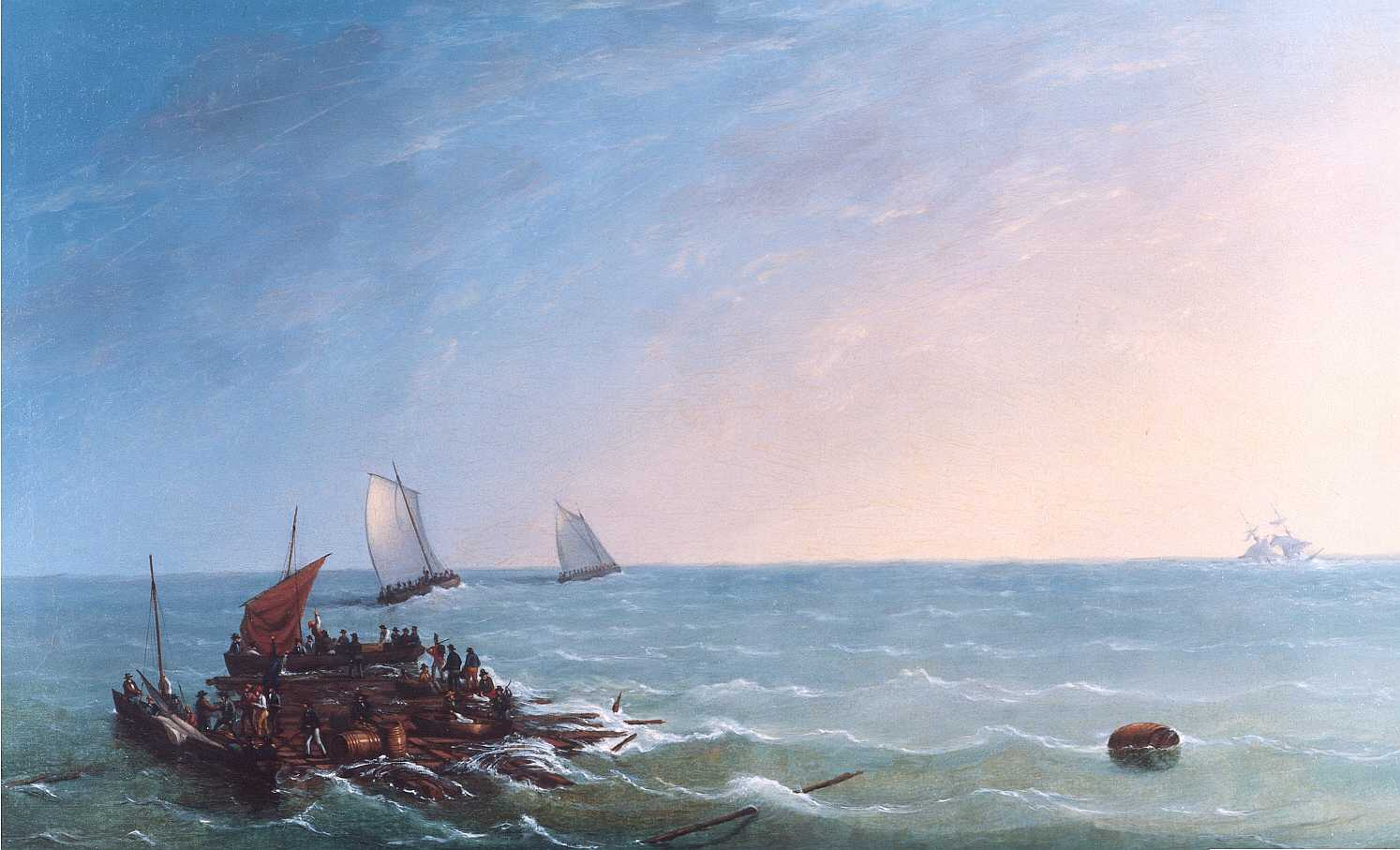
اچ‌ام‌اس پرشین (۱۸۰۹)

اچ‌ام‌اس پرشین (۱۸۰۹) (به انگلیسی: HMS Persian (1809)) یک کشتی بود که طول آن ۱۰۰ فوت ۶ اینچ (۳۰٫۶۳ متر) Length overall بود. این کشتی در سال ۱۸۰۹ (میلادی)|۱۸۰۹]] ساخته شد.